# Championnats panaméricains de BMX freestyle 2021
Navigation
Édition précédente Édition suivante
Les championnats panaméricains de BMX freestyle 2021 ont lieu le 12 décembre 2021 au sein du Parc Costa Verde-San Miguel à Lima au Pérou,. 

## Podiums
| Épreuves           | Or                  | Argent          | Bronze           |
| ------------------ | ------------------- | --------------- | ---------------- |
| BMX Freestyle Park |                     |                 |                  |
| Élites hommes      | Kenneth Tencio      | José Torres Gil | Jonathan Camacho |
| BMX Freestyle Park |                     |                 |                  |
| Élites femmes      | Queensaray Villegas | Katherine Díaz  | Macarena Perez   |